# Skellefteå
Skellefteå város Svédországban, a Skellefte-folyó torkolatánál, a Botteni-öböl partján. Västerbotten megye fővárosa. 32 425 lakosa volt 2005-ben.
A várost 1845-ben Nils Nordlander plébános alapította, és Norrland egyik legfiatalabb városa.

## Története
Skellefteå területe archeológiai kutatások szerint már 8000 évvel ezelőtt is lakott volt.
A város területét 1000 körül számik és finnek népesítették be. Először 1327-ben említik Skelepht néven. A 14. században megpróbálták a lakosságot keresztény hitre téríteni. Norrland területe addig ugyanis felfedezetlen maradt a térítők számára. 1543-ban megépült az első kőtemplom a területen. 1845-ben Nils Nordlander plébános megalapította a várost. A 20. század folyamán a város fontos ipari központtá fejlődött.

## Ipar
- Boldien AB, nagy bányászati és kohászati vállalat

## Kultúra
- A város liberális napilapja a Norra Västerbotten. 1911-ben alapították, 2007-ben a példányszáma 27 500 volt.
- A város híres a zenei életéről, a Black Bonzo, a Moon Safari és a Totalt Havla Morker is itteni illetőségű.

## Sport
- Skellefteå AIK, jégkorongcsapat, a svéd első osztályban, az Eliteserieben játszik. 1978-ban, 2013-ban és 2014-ben bajnokságot nyert.
- Sunnanå SK, női labdarúgócsapat, 1980-ban és 1982-ben bajnokságot nyert.

## Skellefteåiak
- Victoria Silvstedt, fotómodell
- Jonathan Hedström, jégkorongozó
- Jan Erixon, jégkorongozó
- Joakim Nyström, teniszező
- Per Olov Enquist, író
- Stieg Larsson, író
- Toini Gustafsson-Rönnlund, síelőnő
- Adam Larsson, jégkorongozó
- Jan Erixon, jégkorongozó
- Hanna Marklund, labdarúgó

## Testvérvárosok
- Pardubice, Csehország
- Tong Ling, Kína
- Raahe, Finnország
- Løgstør, Dánia
- Tallinn, Észtország
- Mo i Rana, Norvégia

## Külső hivatkozások
- A város honlapja